# Elecciones al Parlamento de Cantabria de 1999
Las elecciones al Parlamento de Cantabria de 1999 se celebraron el 13 de junio. En esta legislatura se repitió el pacto entre el PP y el PRC. José Joaquín Martínez Sieso volvió a ser proclamado presidente del Gobierno de Cantabria con el apoyo de los regionalistas. Asimismo el PSC-PSOE concurrió junto a Izquierda Democrática Cántabra, escisión de Izquierda Unida, bajo el nombre de PSOE-Progresistas.

## Resultados
| ← Elecciones al Parlamento de Cantabria de 1999 → |                                                      |                             |         |       |         |     |
| Presidente y gobierno | Partido                                              | Candidato                   | Votos   | %     | Escaños | +/- |
| - Presidente: José Joaquín Martínez Sieso - Gobierno: PP-PRC - Censo: 465.168 - Votantes: 319.947 (68,8%) - Abstención: 145.221 (31,2%) - Válidos: 317.433 - A candidatura: 309.716 | Partido Popular (PP)                                 | José Joaquín Martínez Sieso | 134.924 | 43,56 | 19      | +6  |
| - Presidente: José Joaquín Martínez Sieso - Gobierno: PP-PRC - Censo: 465.168 - Votantes: 319.947 (68,8%) - Abstención: 145.221 (31,2%) - Válidos: 317.433 - A candidatura: 309.716 | PSOE-Progresistas (PSOE-Progresistas)                | Ángel Duque Herrera         | 105.004 | 33,90 | 14      | +4  |
| - Presidente: José Joaquín Martínez Sieso - Gobierno: PP-PRC - Censo: 465.168 - Votantes: 319.947 (68,8%) - Abstención: 145.221 (31,2%) - Válidos: 317.433 - A candidatura: 309.716 | Partido Regionalista de Cantabria (PRC)              | Miguel Ángel Revilla        | 42.896  | 13,85 | 6       | =   |
| - Presidente: José Joaquín Martínez Sieso - Gobierno: PP-PRC - Censo: 465.168 - Votantes: 319.947 (68,8%) - Abstención: 145.221 (31,2%) - Válidos: 317.433 - A candidatura: 309.716 | Izquierda Unida (IU)                                 |                             | 11.707  | 3,78  | 0       | -3  |
| - Presidente: José Joaquín Martínez Sieso - Gobierno: PP-PRC - Censo: 465.168 - Votantes: 319.947 (68,8%) - Abstención: 145.221 (31,2%) - Válidos: 317.433 - A candidatura: 309.716 | Unión para el Progreso de Cantabria (UPCA)           |                             | 9.743   | 3,15  | 0       | -7  |
| - Presidente: José Joaquín Martínez Sieso - Gobierno: PP-PRC - Censo: 465.168 - Votantes: 319.947 (68,8%) - Abstención: 145.221 (31,2%) - Válidos: 317.433 - A candidatura: 309.716 | Unión Centrista-Centro Democrático y Social (UC-CDS) |                             | 1.479   | 0,48  | 0       |     |
| - Presidente: José Joaquín Martínez Sieso - Gobierno: PP-PRC - Censo: 465.168 - Votantes: 319.947 (68,8%) - Abstención: 145.221 (31,2%) - Válidos: 317.433 - A candidatura: 309.716 | Conceju Nacionaliegu Cántabru (CNC)                  |                             | 1.179   | 0,38  | 0       |     |
| - Presidente: José Joaquín Martínez Sieso - Gobierno: PP-PRC - Censo: 465.168 - Votantes: 319.947 (68,8%) - Abstención: 145.221 (31,2%) - Válidos: 317.433 - A candidatura: 309.716 | Ciudadanos Independientes de Cantabria (CCIIC)       |                             | 924     | 0,30  | 0       |     |
| - Presidente: José Joaquín Martínez Sieso - Gobierno: PP-PRC - Censo: 465.168 - Votantes: 319.947 (68,8%) - Abstención: 145.221 (31,2%) - Válidos: 317.433 - A candidatura: 309.716 | Colectivo de Parados Cántabros (COPARCA)             |                             | 761     | 0,25  | 0       |     |
| - Presidente: José Joaquín Martínez Sieso - Gobierno: PP-PRC - Censo: 465.168 - Votantes: 319.947 (68,8%) - Abstención: 145.221 (31,2%) - Válidos: 317.433 - A candidatura: 309.716 | Partido Demócrata Español (PADE)                     |                             | 650     | 0,21  | 0       |     |
| - Presidente: José Joaquín Martínez Sieso - Gobierno: PP-PRC - Censo: 465.168 - Votantes: 319.947 (68,8%) - Abstención: 145.221 (31,2%) - Válidos: 317.433 - A candidatura: 309.716 | Falange Española de las JONS (FE-JONS)               |                             | 449     | 0,14  | 0       |     |
| - Presidente: José Joaquín Martínez Sieso - Gobierno: PP-PRC - Censo: 465.168 - Votantes: 319.947 (68,8%) - Abstención: 145.221 (31,2%) - Válidos: 317.433 - A candidatura: 309.716 | En blanco                                            | N/A                         | 7.717   | 2,4   | N/A     | N/A |
| - Presidente: José Joaquín Martínez Sieso - Gobierno: PP-PRC - Censo: 465.168 - Votantes: 319.947 (68,8%) - Abstención: 145.221 (31,2%) - Válidos: 317.433 - A candidatura: 309.716 | Nulos                                                | N/A                         |         |       | N/A     | N/A |

### Elección e investidura del Presidente de Cantabria
| Candidato                        | Fecha                                                   | Voto       |    |    |   | Total |
| -------------------------------- | ------------------------------------------------------- | ---------- | -- | -- | - | ----- |
| José Joaquín Martínez Sieso (PP) | 22 de julio de 1999 Mayoría requerida: Absoluta (20/39) | Sí         | 19 |    | 6 | 25/39 |
| José Joaquín Martínez Sieso (PP) | 22 de julio de 1999 Mayoría requerida: Absoluta (20/39) | No         |    | 14 |   | 14/39 |
| José Joaquín Martínez Sieso (PP) | 22 de julio de 1999 Mayoría requerida: Absoluta (20/39) | Abstención |    |    |   | 0/39  |